# 야나기사와 쓰네타카
야나기사와 쓰네타카(일본어: 柳沢経隆, 1695년 1월 1일 ~ 1725년 9월 29일)는 가이 고후 신덴 번주, 에치고 구로카와번 초대 번주를 지냈다. 소바요닌으로 유명한 야나기사와 요시야스의 사남으로 태어났다.
|  | 고후 신덴 번 번주 (야나기사와가) 1709년 ~ 1724년 | 후임 폐번 |

|  | 제1대 구로카와번 번주 (야나기사와가) 1724년 ~ 1725년 | 후임 야나기사와 사토즈미 |